# Баканчук Петро Хомович
Петро́ Хо́мович Баканчу́к (псевдо: «Булка»; нар. 1920, с. Горинка, нині Кременецький район Тернопільська область — пом. 24 квітня 1944, поблизу с. Гурби, нині Здолбунівський район, Рівненська область) — український військовик, учасник національно-визвольних змагань. Член ОУН (1941). Командир сотень повстанської бойової групи «Енея» і куреня «Сторчана» УПА-Південь. Загинув у бою під час битви під Гурбами. Поручник УПА. Лицар Срібного хреста бойової заслуги 1-го класу (1945, посмертно).

## Життєпис
Петро Баканчук народився 1920 року в селі Горинка (за польським адмінподілом — Кременецький повіт, Волинське воєводство, нині Кременецький район, Тернопільська область, Україна) . Здобув професійно-технічну освіту в ремісничому училищі в містечку (нині селище міського типу) Вишнівець. 1941 року вступив до лав Організації українських націоналістів. Проводив військовий вишкіл для молодших членів організації. Від 1942 року діяв у підпіллі, очолював військовий вишкіл перших повстанських бойових груп ОУН на Волині.
Майор УПА Косенко, Гурби. 22—25.IV.1944
Від 1943 року був командиром сотні повстанської бойової групи «Енея» (ВО «Богун», командир Петро Олійник), від 1944 року — сотником куреня «Сторчана» (ВО «Вінниця», командир Іван Лис) в складі групи УПА-Південь.
Загинув 24 квітня 1944 року в бою з військами НКВС під час битви під Гурбами.
Наказом Головного командира УПА від 11 жовтня 1945 року Петро Баканчук («Булка») нагороджений Срібним хрестом бойової заслуги 1-го класу, з наданням йому звання «поручник УПА» (посмертно).

## Загибель
Обставини загибелі Петра Баканчука («Булка») зафіксовані в звітах УПА про бій під Гурбами — одну з найбільших битв у історії Української повстанської армії.
Згідно з доповіддю учасника гурбенських боїв майора УПА Косенка, події на півночі від Гурбів під час наступу військ НКВС 24 квітня 1944 року розгорталися так:
|                                                       | Ворог прориває нашу лінію оборони. <…> Сторчанівці, які тільки що відбили чергову атаку, кинулись в контрнаступ, щоб попередити прорив. Падають жертви, життя кожного бійця в небезпеці, але ніхто про своє життя не думає і, з презирством дивлячись смерті в вічі, кожний думає одне — «не датись в оточення, за всяку ціну ліквідувати прорив». Бій розгорається, переходячи в рукопашну битву. Бійці б'ються як льви. <…> Командир Сторчан тяжко ранений. Його підхоплюють улюбленці-бійці і прориваються. Та незабаром ворог знову замикає кільце, яке вже жодні зусилля не дають можливості прорвати. Командир Булка і 40 бійців — в кільці смерті. Вони, сторчанівці, бачать, що прорватись вже неможливо, і рішають якнайдовше відтягувати сили ворога на себе, щоб друга лінія мала час зорієнтуватись в ситуації і стати до бою, рішають битись до загину і своєю кров'ю перегородити шлях ворогові до наших позицій. І почалась нерівна боротьба… На крики ворога «здавайся, Бандера» сторчанівці, горючи бажанням якнайдорожче віддати своє життя, відкрили ще інтенсивніший вогонь по ворогові, цей вогонь з кожною хвилиною кладе все нові і нові покоси ворожого трупу. Ворог кидається то в один бік, то в другий, але вогонь сторчанівців не дає можливості прорвати своїх становищ. Вслухаючись в гру наших кулеметів, командир Булка помітив, що один наш кулемет раптом замовк. З фінкою кидається він рятувати положення, але ворожа куля влучає його в груди… і він падає мертвий. <…> Жертви все більшають… <…> Стріли рідшають, кулемети стихають — сторчанівцям не хватає набоїв. Але живими наші бійці не здаються, з криком «Слава» розривають себе гранатами. <…> …Своїми трупами славні сторчанівці перегородили ворогові дорогу, не відступивши ні кроку назад. <…> Так закінчився другий великий наступ ворога. |
| — Майор Косенко, Гурби. 22—25.IV.1944. 13 травня 1944 | |

За звітом командира бою під Гурбами Миколи Свистуна («Ясен(ь)», «Ворон», «Ярбей»), вранці 24 квітня 1944 року:
|                                                       | Ворог окружив курінь Сторчана, але наступ цей було відбито і переведено <в> контрнаступ. Три сотні забрали гармати к<оманди>ра Вира (Докс, Кожух) і прорвалися, а біля 60 повстанців і к<оманди>ра Сторчана окружено (біля 10 год<ин>). Окружені боролися до 14 год<ин> пополудні і згинули по-геройськи. Кого не попала ворожа куля чи граната — самі дострілювались. Тут згинув курінний Сторчан, сот<ник> Булка… Ніхто не здався живим. Один падав, другий брав кулемета та стріляв. Кількаразові спроби ворожого наступу були відбиті, та вкінці забракло набоїв… За цей час поставив я другу оборонну лінію, якої вже не зломили навіть ворожі танки. |
| — Ясень, Звіт з боевих дій н. з'еднання. Жовтень 1944 | |

## Нагороди
- Згідно з Постановою Української головної визвольної ради від 8 жовтня 1945 року й Наказом Головного військового штабу УПА ч. 4/45 від 11 жовтня 1945 року поручник УПА командир сотні куреня «Сторчана» УПА-Південь Петро Баканчук («Булка») був посмертно нагороджений Срібним хрестом бойової заслуги 1-го класу[3][4]

## Родина
За даними звіту майора УПА Косенка, «рідню командира „Булки“ вимордували совітські партизани в 1943 р<оці>».
Активну участь у національно-визвольній боротьбі брали й двоюрідні брати і сестри Петра Баканчука:
- Зінаїда Баканчук (нар. 1926) — член Юнацтва ОУН, медсестра Українського червоного хреста.
- Михайло Баканчук (псевдо: «Антон»; 1930—2019) — учасник українських національно-визвольних змагань, громадський і політичний діяч, інженер.
- Володимир Баканчук (псевдо: «Сумний», «Сірий»; ?—1944) — український військовик, з 1943 року воював у курені «Докса» в складі УПА-Південь. Загинув під час виходу з оточення під Гурбами.
- Ніна Теодорович (псевдо: «Ластівка»; ?—1949) — референтка Кременецької надрайонної служби безпеки Кременецької округи ОУН Східного краю. Потрапивши в оточення в криївці покінчила життя самогубством[16].

## Пам'ять

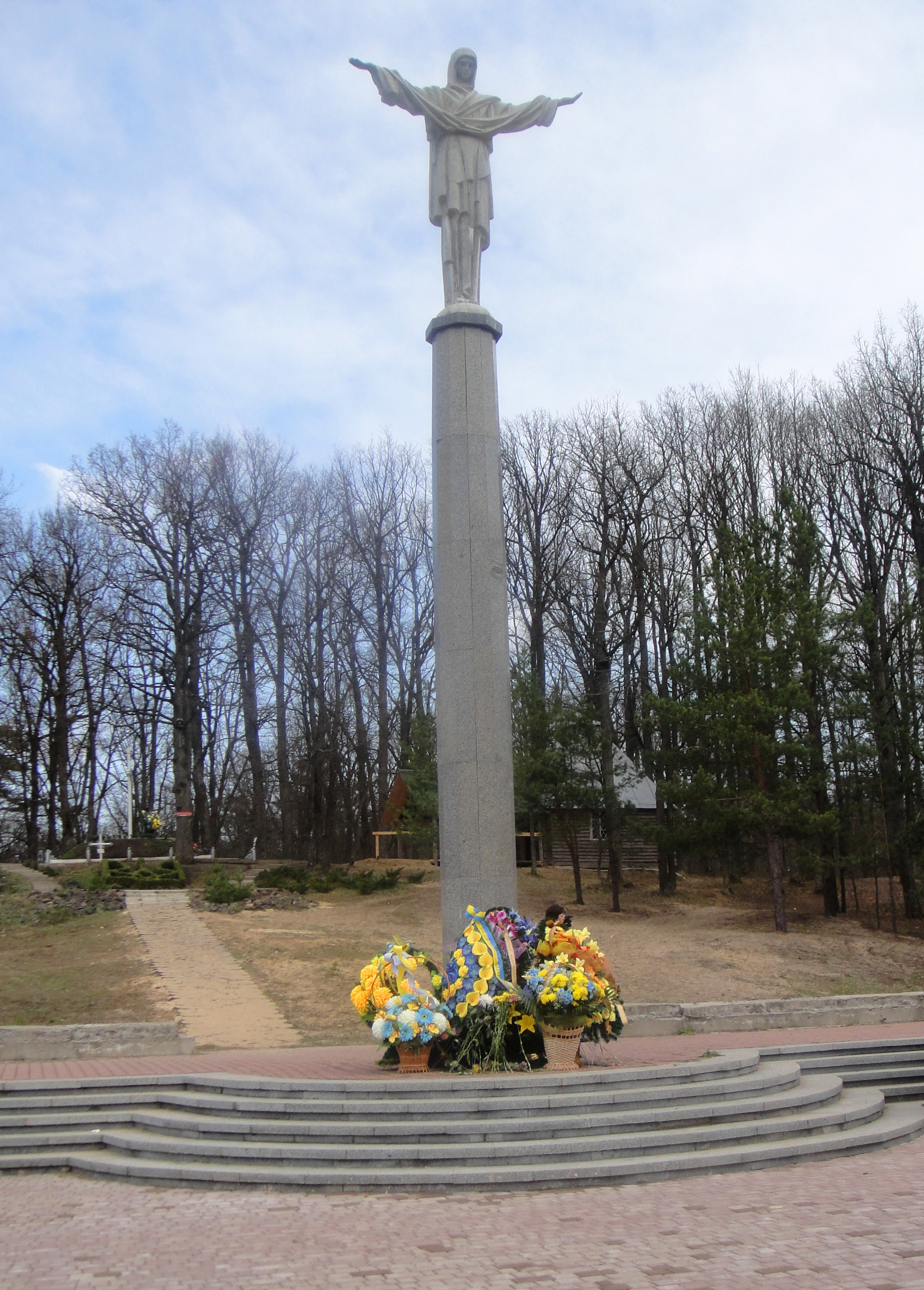
Меморіальний комплекс на місці бою під Гурбами

З 2016 року матеріали з архіву родини Баканчуків зберігаються у фондах Меморіального комплексу Національний музей історії України у Другій світовій війні.
23 січня 2022 року з нагоди Дня Соборності України від імені Координаційної ради з вшанування пам'яті нагороджених Лицарів ОУН і УПА у Музеї національно-визвольної боротьби Тернопільщини м. Тернопіль Срібний хрест бойової заслуги 1-го класу переданий Тарасу Туницькому, внучатому племіннику Петра Баканчука — «Булки».

## Архіви
- Наказ ГВШ/ГК ч. 4/45 від 11.10.1945 [про присвоєння старшинських ступенів, про нагородження військовими відзнаками] //   ГДА СБУ. Ф. 13. Спр. 376. — Т. 60. Арк. 242—245. 4 арк. (Збірник документів про структуру та характер антирадянської діяльності «Організації українських націоналістів — ОУН» та Української повстанської армії). Автори: Тарас Чупринка, Головний військовий штаб УПА. Б. м. 11 жовтня 1945. Машинопис.
- Пояснення про особи додані до наказу ч. 4/45 від 11 жовтня 1945 р. //   ГДА СБУ. Ф. 13. Спр. 376. Т. 60. Арк. 246—248. 3 арк. (Збірник документів про структуру та характер антирадянської діяльності «Організації українських націоналістів — ОУН» та Української повстанської армії). Автори: Смок, УПА. Б. м. 10 лютого 1946. Машинопис.
- Гурби. 22—25.IV.1944 : [Опис бою між УПА та НКВД під Гурбами, опис Бущанського прориву] //   ГДА СБУ. Ф. 13. Спр. 376. — Т. 66. Арк. 44—46 зв. / 105—107 зв. 3 зв. арк. (Збірник документів про структуру та характер антирадянської діяльності «Організації українських націоналістів — ОУН» та Української повстанської армії). Автори: Майор Косенко, УПА. Б. м. 13 травня 1944. Машинопис, рукопис.